# 제너럴 매니저
제너럴 매니저(general manager)는 기업이나 스포츠 구단에서 총괄관리자 혹은 총감독을 의미한다.

## 기업

### 종합관리
종합관리(general management)란 경영조직의 최상층부에서 전조직의 종합적인 경영활동을 행하는 것을 말하면, 전반관리(全般管理)라고도 한다. 이는 대기업에 있어서는 일반적으로 개인적이라기보다는 집단적으로 톱 매니지먼트, 특히 사장 등에 의해 운영된다.
오늘날의 경영은 일반적으로 피라미드형의 경영조직구조(公式構造)를 취함으로써 기능별·지역별 등의 전문화를 수행한다. 많은 사람들은 각각 할당된 직무에 전문화하며, 다른 한편 이들 분화·전문화된 직무가 경영전체의 목적에 유기적인 역할을 하도록 종합·조정해야 한다. 이를 위해 작업자·감독자·관리자 등의 몇 개의 계층을 중복되게 이루며, 최종적으로 톱 매니지먼트층(최고경영자층)에서 전조직의 종합조정을 행하는 것이다. 이 최후의 조정 활동과 전조직적인 의사결정을 행하는 것이 종합관리이다. 이는 또한 감독자·관리자의 관리활동과 구별하여 경영활동(administration, policy-making)이라고도 부른다.
세분되고 전문화된 직무를 전체 목적에 유용하도록 종합조정하는 것은 단지 하부로부터 차례대로 상부로 향하여 통할(보고에 기초하는 통제)할 뿐만 아니라, 다른 한편으로는 미리 톱 매니지먼트층에서 전조직적인 경영목적·경영계획에 따라 부문계획을 세우게 한다. 즉, 기본적인 계획의 실행을 순차적으로 하부에 위임하는 것이 효과적이다. 계획의 실시를 상부에서 하부로 지시 또는 명령하고, 계획에 따른 실행을 위해서 하부에서 상부로 올라가 통할을 한다고 하는 두 방향의 활동이 서로 어울려서 효과적인 관리가 되는 것이다. 따라서 목적설정·계획수립을 출발점으로 하고 종합조정을 최종점으로 하는 경영관리활동을 종합관리라 할 수 있다.

### 경영목적의 설정
종합관리의 출발점은 경영목적의 설정에 있다. 이 경영목적이 없으면 다수인의 노동이 성립되지 못하며, 노동에 방향을 제시할 수 없다. 다수인이 노동하는 것은 일정의 명확한 목적이 있어야만 비로소 가능하게 된다. 이것을 조직 또는 기업이라고 한다. 여기서 말하는 목적은 단지 자본에 대한 이익(이윤)을 높이려 하는 추상적인 것이 아니라, 어떤 종류의 재화 또는 서비스를 제공하기 위하여 일종의 자본 또는 설비를 사용하여 경영활동을 수행하는 구체적인 것이어야 한다. 따라서 이와 같은 경영 전체의 목적이 설정되면 이에 따른 자본조달·생산·판매·인사·연구개발 등의 모든 기능에 대하여 필요한 수단이 선택된다. 이들 수단이 선택되면, 각부문에 대하여 이것이 보다 하위의 목적으로 주어짐으로써 이에 대한 수단, 보다 구체적인 수단이 선택된다. 이와 같이 전조직적인 것으로부터 차례로 구체적·부분적인 것으로의 목적－수단의 연쇄가 존재함은 물론, 조직활동이 합리적으로 수행되는 것이다. 목적－수단의 연쇄의 정점에 있는 것이 종합관리에 있어 목적설정이며, 이것은 일종의 의사결정이다.
의사결정은 희망 혹은 주어진 목적으로부터 직접으로 유도되는 것이 아니라, 환경조건 속에는 작용을 가하여 변화시킬 수 있고 조직목적의 달성에 유용한 것과, 작용을 가해도 변화시킬 수 없는 것이 있다. 바너드(C. I. Barnard)는 전자를 전략적인 요인이라 불러 이를 올바르게 선택하는 것이 중요하다고 지적했다. 의사결정이 목적과 환경과를 종합적으로 판단하여 이행하여야 한다는 것은 경영자에 있어서나 관리자 이하에 있어서나 마찬가지이지만, 종합관리에 있어서, 톱 매니지먼트에 있어서의 의사결정은 특히 중요하고 동시에 어려운 것이라는 점에 주의하여야 한다. 종합관리에 있어서의 의사결정, 즉 목적의 설정은 전 경영활동에 방향을 주는 것이고, 목적－수단이란 연쇄의 출발점인 의미에서 중요할 뿐 아니라 의사결정을 위한 가치전제(價値前提)가 경영자의 경우에는 관리자 이하의 결정에 있어서처럼 주어지는 것이 아니라, 스스로 선정하는 것이다. 또 사실전제(事實前提)도 불확정의 것이 많고, 관련된 모든 사실이 이미 알려진 것이라고도 할 수 없다. 이런 의미에서도 종합관리의 의사결정은 특히 어려운 것이다. 이에 덧붙여서 근년과 같이 경영을 둘러싼 환경 조건의 끊임없는 격변 속에서는 경영자는 적시(適時)의 과감한 의사결정에 의하여 환경에 대해 끊임없이 적응해 나가도록 꾀하여야 한다. 따라서 목적의 수정도 필요하게 된다.
종합관리의 무엇보다 중요한 기능은 이와 같이 환경에 대한 적시의 창조적 적응이라 할 수 있다. 그래서 이러한 구체적인 목적의 설정은 부문관리 이하에 있어서 계획·종합하여, 장기·단기경영계획으로서 나타나는 것이다.

### 종합조정
경영관리는 위에서 말한 것처럼 전조직적 목적과 계획을 결정·지시함은 물론, 다른 면으로는 그 실행을 확실히 하기 위하여 결과의 보고를 받아 통제하여야 한다. 뒷 부분은 톱 매니지먼트에 있어서 각 부문을 종합적으로 보아, 이들 활동을 경영 전체의 목적으로 향하게 조정하는 것을 의미하며, 최종적 조정이라 할 수 있다. 이것 또한 의사결정이다. 본래부터 미리 제시된 경영계획은 실행활동의 귀감이 되는 것으로서 실행이 이것과 차질이 없도록 부문활동에 조정 내지 통제를 가하는 것이다. 따라서 종합조정은 부문별의 전문적 기능에 의해 실행될 수는 없다. 바너드가 셀즈니크(P. Selznick)가 말하는 조직의 전체감각·전체관(全體觀)이 요구되는 것이다.
근대적 대기업에 있어서는 분권적 관리방식이 취해져 많은 부분기능이 조직의 하부에 위양되지만, 자본구조 특히 투자계획이나 상층부 인사(上層部人事)와 같은 문제가 톱 매니지먼트에 유보되는 것은 이것들이 경영 전체에 중요한 의미를 갖는 의사결정이기 때문이다.

### 경영의 통일성과 연속성
경영은 다수인의 협동, 즉 조직에 의해 행하여지는 것이 일반적이다. 조직은 사람들의 협동시스템이라고 해석할 수 있다. 이는 통일성을 가진 시스템으로서 움직여지는 것이 이상적이나 때로는 내부의 대립과 경쟁에 의해 통일성이 파괴되는 경우도 있다. 이러한 때는 외부환경의 변화에 대해 저항력을 갖고 적응해 나가기가 어렵게 된다. 바꾸어 말하면, 협동하는 사람들이 공통의 의식 내지 가치기준을 갖는 경우에 조직은 변화에 대한 저항력을 갖고, 안정적인 활동을 유지할 수 있다.
이러한 조직의 통일성을 갖기 위하여 조직의 도덕준칙(道德準則)을 창조하는 것, 환언하면 집단정신 내지 경영이념을 세우는 것을 강조한 사람이 바너드이고, 또 이 영향을 받아 이것을 사회학적으로 전개한 사람이 셀즈니크이다.
대개 집단이 상호작용을 가질 때 공식조직이거나 비공식조직으로 무엇인가 행동기준을 갖게 됨은 당연하다. 따라서 경영자는 공식조직의 유지·발전에 유용한 행동기준(도덕기준)을 적극적으로 창조하여야 한다. 즉, 개인의 이익이더라도 조직의 목적을 우선해야 하는 태도를 취하여, 조직 성원에 납득이 갈 행동의 일반적 기준과 그 기초가 되는 가치의 체계를 창조해야 한다.
이러한 행동기준 내지 가치체계는 보통 경영이념이라 부르는 것으로, 이와 같은 가치체계가 확립되어 몸에 베어 있으면 조직 내의 각 성원이 서로 다른 기능을 담당하고 있더라도 그들의 행동에 일정한 방향이 주어져 조직의 통일성이 지속되기 쉽다. 그리하여 변화에의 적응력도 높아지게 된다. 이러한 상태로 된 때를 셀즈니크는 조직이 제도화되었다고 표현한다. 이러한 경영이념의 확립과 철저화는 종합관리의 중요한 내용의 하나이다.
경영자 개인의 생명은 한도가 있다. 이른바 경영의 영속성을 보존하려면 현재의 경영자가 경영이념을 확립해야 할 뿐 아니라 후계자나 후보자를 육성, 이념의 연속성을 보존해야 한다. 따라서 후계자에게 종합관리의 기능을 육성시킴과 동시에 또한 경영이념을 체득시킬 필요가 있다.

## 스포츠
특히 미국의 프로페셔널 스포츠 구단에서 제너럴 매니저 선수 영입 전권을 책임지고 있다. 대한민국에서는 단장으로 번역되기도 한다.

## 같이 보기
- NBA 올해의 임원상